# Botafogo Football Club
Botafogo Football Club foi uma agremiação esportiva brasileira, fundada na cidade do Rio de Janeiro em 12 de agosto de 1904, cujo foco principal era o futebol. Clube tradicional, extinguiu-se em 1942 após a fusão com o Club de Regatas Botafogo, originando o Botafogo de Futebol e Regatas.

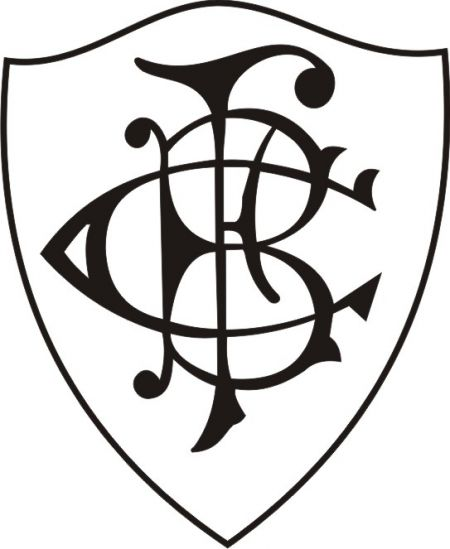
Escudo do Botafogo Football Club

## História

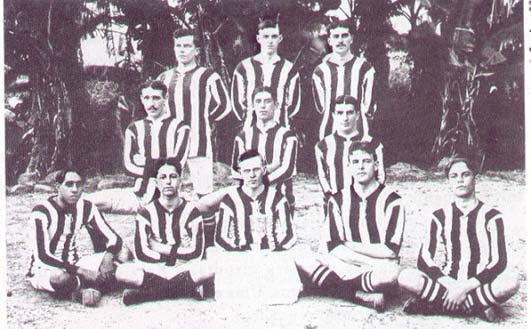
Time do Botafogo em 1906, o primeiro a usar o uniforme listrado.

No ano de 1904, surgia no bairro de Botafogo um novo clube de futebol, o Electro Club. A associação surgiu a partir da ideia de Flávio Ramos e Emmanuel Sodré, que estudavam juntos no colégio Alfredo Gomes. Durante uma aula de álgebra, ministrada pelo general Júlio Noronha, um bilhete passado por Flávio a Emmanuel dizia: "O Itamar tem um clube de football na rua Martins Ferreira. Vamos fundar outro no Largo dos Leões? Podemos falar aos Werneck, ao Arthur César, ao Vicente e ao Jacques". O recado, porém, foi interceptado pelo professor, que advertiu não ser aquele o momento mais apropriado para conversas daquele tipo, mas ressaltando que apoiava qualquer ideia relativa à prática de esportes. Assim, estava dado o primeiro passo para o nascimento do Glorioso.
Na tarde do dia 12 de agosto, Flávio, Emmanuel e outros colegas com idade entre 14 e 15 anos fundaram o Electro Club, no chalé de um velho casarão em ruínas da rua Conselheiro Gonzaga, gentilmente cedido aos garotos por Dona Chiquitota, avó materna de Flávio. O clube assim fora nomeado porque os meninos decidiram cobrar mensalidade e reaproveitaram um talão de cobrança de um extinto grêmio de pedestrianismo com esse nome. Contudo, o Electro só durou até o dia 18 de setembro, quando uma nova reunião foi realizada no casarão de Dona Chiquitota e a avó se assustou com a escolha.
"Ora, morando onde vocês moram, o clube só pode se chamar Botafogo." — Francisca Teixeira de Oliveira, a Dona Chiquitota.

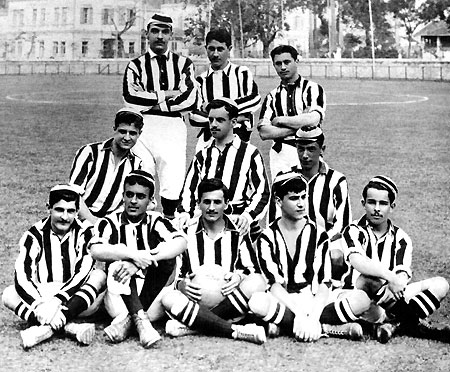
Elenco de 1907, o primeiro elenco campeão do Botafogo

A partir deste momento, surgia o Botafogo Football Club. Neste mesmo dia, tomou posse a nova diretoria, composta pelo presidente Alfredo Guedes de Mello, o vice-presidente Itamar Tavares, o secretário Mário Figueiredo e o tesoureiro Alfredo Chaves. Os primeiros treinos aconteceram no Largo dos Leões e as palmeiras-imperiais serviam de balizas. O uniforme, até então, era formado por camisas e calções brancas, com meias cor de abóbora, antes da adoção das meias pretas. Somente em 1906 o clube trocaria para a tradicional camisa listrada em preto e branco, inspirado nas cores da Juventus da Itália, onde Itamar Tavares estudara.

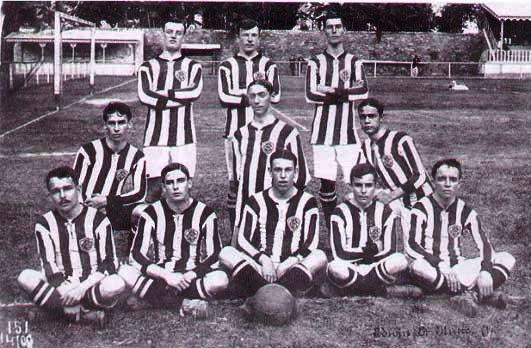
Elenco de 1910, tradicionalmente o primeiro campeão, "desde 1910", até o reconhecimento do Campeonato Carioca de 1907 pela FERJ

O primeiro amistoso ocorreu no dia 2 de outubro de 1904, contra o Football and Athletic Club, na Tijuca. Na ocasião, o Botafogo escalado com Flávio Ramos; Victor Faria e João Leal; Basílio Vianna, Octávio Werneck e Adhemaro de Lamare; Normann Hime, Itamar Tavares, Álvaro Soares, Ricardo Rego e Carlos Bittencourt saiu derrotado por 3 a 0. A primeira vitória viria no segundo jogo, em 21 de maio de 1905, sobre o Petropolitano: 1 a 0, gol de Flávio Ramos. Ainda neste ano, foi criado o Carioca Football Club, também no bairro de Botafogo, destinado a ensinar às crianças as bases do futebol, tornando-se a primeira escola do esporte no Brasil. Entretanto, a escola foi desativada em 1908 e absorvida pelo Botafogo Football Club, que buscou nos jogadores do Carioca a intenção de fundar o seu próprio time infantil.
Embora fossem entidades diferentes, o Football Club possuía identificação com o Club de Regatas. Durante uma partida do Campeonato Carioca de Basquete de 1942, quando as duas equipes se enfrentavam, o jogador Armando Albano, do Botafogo FC, passou mal e morreu em quadra. A partir dali, os presidentes das agremiações se reuniram e começaram os preparativos para realizar a fusão, que culminaria com o surgimento do Botafogo de Futebol e Regatas.